# Sandra Caldwell
Sandra Caldwell es una actriz, cantante y escritora estadounidense. Caldwell es conocida por papeles recurrentes en series de televisión canadienses como Little Men y The Book of Negroes y papeles más pequeños en películas estadounidenses como Shall We Dance y Murder at 1600. La experiencia pionera de Cadwell como mujer trans en la industria del entretenimiento occidental se analizó en el documental de 2020 Disclosure: Ser trans en Hollywood.

## Primeros años
Caldwell nació en Washington D. C. y se escapó a Nueva York varias veces durante su adolescencia para ver espectáculos en Broadway y aclarar "las cosas". A los 18 años ya sabía que lo que quería hacer era actuar en espectáculos teatrales.

## Transición
Cuando tenía poco más de 20 años, Caldwell pasó a presentarse públicamente como una mujer. Su madre y un par de amigos la apoyaron y recibió terapia hormonal de afirmación de género. Caldwell describió más tarde que la transición le había dado "mucha alegría y también alivio".

## Carrera
Caldwell cumplió su sueño de convertirse en corista y viajó a Europa para trabajar en el Moulin Rouge. Al regresar a América del Norte, se instaló en Toronto, Canadá y comenzó a trabajar en la pantalla apareciendo por primera vez como "Madre" en un episodio de T. and T de 1988. Durante la década de 1990 apareció en numerosas películas para televisión y estrenos de cine, incluyendo sus papeles como recepcionista en la película de 1993 Life with Mikey, la señora Wallace en Murder at 1600 de 1997 y Paulette Mercer en Blind Faith de 1998. En el escenario fue nominada al premio Dora Mavor Moore en 1997 por su papel en el musical Sophisticated Ladies.
En 1998 consiguió su papel más duradero en la pantalla, el de Asia Franklin en ambas temporadas de la serie de televisión Little Men basada en la secuela de Mujercitas de Louisa May Alcott. Debutó en CTV y en el canal apto para familias PAX TV.
Su otro trabajo en pantalla continuó incluyendo una pionera escena de amor en el dormitorio junto al actor cis y ganador del Premio de la Academia Louis Gossett Jr. en Love Songs de 1999, y papeles en la película de Disney The Cheetah Girls y en Shall We Dance.
Otros papeles notables en el escenario incluyeron la compañía original de Broadway de Buddy: The Buddy Holly Story en 1990 y una producción de Anything That Moves en 2001. También estuvo en el especial de televisión The Book of Negroes en 2015.

## Salida del armario
Durante muchas décadas, Caldwell no le contó a la gente que nació hombre y vivió con el temor de que esta noticia pudiera devastarla a ella y a su carrera: "Te despiertas con miedo. Te vas a dormir con miedo. Estás tratando de descubrir si "Alguien va a lanzar la bomba. Simplemente tienes miedo todo el tiempo". Después de escribir y presentar su espectáculo musical autobiográfico "The Guide to Being Fabulous After You’ve Skinned Your Knee", en el Berkeley Street Theatre de Toronto en 2010, Caldwell entró en un período de depresión preocupada por la necesidad de revelar aún más de la verdad de su vida. Ella le dijo al The New York Times: "Después de ese programa, se me cayó el fondo porque sentí que estaba mintiendo. Me había dejado fuera. Dejé fuera la verdad sobre mí". En 2017, después de conseguir el papel principal en la obra "Charm" basada en la vida de la también mujer trans negra Gloria Allen, Caldwell reveló públicamente por primera vez que ella misma era trans. El espectáculo y su presentación en sociedad fueron bien recibidos. Marilyn Stasio, de Variety, llamó a Caldwell una "mujer transgénero negra de inmenso aplomo, belleza y, perdón, no puedo evitarlo, encanto", y Sara Holdren, de la revista New York, la elogió como "elegante y carismática".
Habló además de su experiencia viviendo primero "en el armario" y después como una mujer abiertamente trans en el documental de 2020 Disclosure: Ser trans en Hollywood.